# Tom Kristensson
Tom Krister Kristensson (Lund, 30 aprile 1991) è un pilota di rally svedese.
Nel 2016 e nel 2017, Kristensson ha gareggiato nell'ADAC Opel Rallye Cup, arrivando seconda nel 2016 e vincendo il campionato nel 2017. Nel 2020 ha vinto il campionato JWRC.

## Palmarès
- JWRC: 1
2020 su Ford Fiesta R2T

### Vittorie nel Junior WRC
| # | Anno | Evento             | Co-pilota        | Auto               | Squadra                    |
| - | ---- | ------------------ | ---------------- | ------------------ | -------------------------- |
| 1 | 2019 | Rally di Svezia    | Henrik Appelskog | Ford Fiesta R2T19  | -                          |
| 2 | 2019 | Rally di Finlandia | Henrik Appelskog | Ford Fiesta R2T19  | -                          |
| 3 | 2020 | Rally di Svezia    | Joakim Sjöberg   | Ford Fiesta R2T19  | Tom Kristensson Motorsport |
| 4 | 2020 | Rally di Sardegna  | Joakim Sjöberg   | Ford Fiesta Rally4 | Tom Kristensson Motorsport |
| 5 | 2020 | Rally di Monza     | Joakim Sjöberg   | Ford Fiesta Rally4 | Tom Kristensson Motorsport |

## Risultati nel mondiale rally

### WRC
| 2018 | Scuderia                     | Vettura      |  |  |  |  |  |  |  |  |     |  |  |  |  |  |  |  | Punti | Pos. |
| ---- | ---------------------------- | ------------ |  |  |  |  |  |  |  |  | --- |  |  |  |  |  |  |  | ----- | ---- |
| 2018 | ADAC Opel Rallye Junior Team | Opel Adam R2 |  |  |  |  |  |  |  |  | Rit |  |  |  |  |  |  |  | 0     |      |

| 2019 | Scuderia | Vettura           |  |    |  |    |  |  |  |    |    |  |  |    |  |  |  |  | Punti | Pos. |
| ---- | -------- | ----------------- |  | -- |  | -- |  |  |  | -- | -- |  |  | -- |  |  |  |  | ----- | ---- |
| 2019 |          | Ford Fiesta R2T19 |  | 30 |  | 22 |  |  |  | 23 | 17 |  |  | 23 |  |  |  |  | 0     |      |

| 2020 | Scuderia                   | Vettura                              |  |    |  |     |  |    |    |  |  |  |  |  |  |  |  |  | Punti | Pos. |
| ---- | -------------------------- | ------------------------------------ |  | -- |  | --- |  | -- | -- |  |  |  |  |  |  |  |  |  | ----- | ---- |
| 2020 | Tom Kristensson Motorsport | Ford Fiesta R2T19 Ford Fiesta Rally4 |  | 26 |  | Rit |  | 22 | 27 |  |  |  |  |  |  |  |  |  | 0     |      |

| 2021 | Scuderia         | Vettura            |  |  |     |    |  |  |    |     |  |     |  |  |  |  |  |  | Punti | Pos. |
| ---- | ---------------- | ------------------ |  |  | --- | -- |  |  | -- | --- |  | --- |  |  |  |  |  |  | ----- | ---- |
| 2021 | M-Sport Ford WRT | Ford Fiesta Rally2 |  |  | Rit | 40 |  |  | 16 | Rit |  | Rit |  |  |  |  |  |  | 0     |      |

| Legenda | 1º posto | 2º posto | 3º posto | A punti | Senza punti | Ritirato | Squalificato | NP=Non partito C=Gara cancellata | Apice=Power stage |

### WRC-2
| 2021 | Scuderia         | Vettura            |  |  |     |   |  |  |   |     |  |     |  |  |  |  |  |  | Punti | Pos. |
| ---- | ---------------- | ------------------ |  |  | --- | - |  |  | - | --- |  | --- |  |  |  |  |  |  | ----- | ---- |
| 2021 | M-Sport Ford WRT | Ford Fiesta Rally2 |  |  | Rit | 9 |  |  | 5 | Rit |  | Rit |  |  |  |  |  |  | 13    | 15º  |

| Legenda | 1º posto | 2º posto | 3º posto | A punti | Senza punti | Ritirato | Squalificato | NP=Non partito C=Gara cancellata | Apice=Power stage |

### Junior WRC
| 2019 | Scuderia | Vettura           |  |   |  |   |  |  |  |   |   |  |  |   |  |  |  |  | Punti | Pos. |
| ---- | -------- | ----------------- |  | - |  | - |  |  |  | - | - |  |  | - |  |  |  |  | ----- | ---- |
| 2019 |          | Ford Fiesta R2T19 |  | 1 |  | 2 |  |  |  | 3 | 1 |  |  | 2 |  |  |  |  | 118   | 2º   |

| 2020 | Scuderia                   | Vettura                              |  |   |  |     |  |   |   |  |  |  |  |  |  |  |  |  | Punti | Pos. |
| ---- | -------------------------- | ------------------------------------ |  | - |  | --- |  | - | - |  |  |  |  |  |  |  |  |  | ----- | ---- |
| 2020 | Tom Kristensson Motorsport | Ford Fiesta R2T19 Ford Fiesta Rally4 |  | 1 |  | Rit |  | 1 | 1 |  |  |  |  |  |  |  |  |  | 101   | 1º   |

| Legenda | 1º posto | 2º posto | 3º posto | A punti | Senza punti | Ritirato | Squalificato | NP=Non partito C=Gara cancellata | Apice=Power stage |